# 石塔寺 (向日市)
石塔寺（せきとうじ）は、京都府向日市にある、本化日蓮宗の寺院。山号は法性山。

## 歴史
- 1310年（延慶3年）日像は向日神社に題目塔を建立する。
- 1470年（文明2年）日成は石塔寺を建立する。
- 1954年（昭和29年）石塔寺は日蓮宗から独立し、本化日蓮宗と公称する。

## 文化財
- 鶏冠井題目踊（京都府指定無形民俗文化財）鶏冠井題目踊保存会[1]

## 旧末寺
日蓮宗は昭和16年（1941年）に本末を解体したため、現在では、旧本山、旧末寺と呼びならわしている。
- 長栄山妙典寺（名張市元町）
- 正覚山実光寺（京都市南区上鳥羽南中ノ坪町）
- 小泉山好堅寺（亀岡市東別院町小泉大道）
- 栄長山妙勝寺（奈良県磯城郡田原本町新町）

- 如意山呑海寺（岡山市南区箕島）
- 海母山正福寺（岡山市南区箕島） - 天正19年（1591年）海母院日玄を開山に創建された
  - 正福寺末: 赤松山正住寺（岡山市南区箕島） - 正徳3年（1713年）赤松院日円を開山に多聞院日実の開基で創建された正住坊が起源。昭和になって現在の寺号に改称した
- 寿永山妙法寺（岡山県都窪郡早島町早島）
- 恵雲山星友寺（岡山市北区高松）
- 清涼山妙立寺（岡山市北区和井元）
- 法意山蓮休寺（岡山市北区加茂）
- 都宇山宗蓮寺（岡山市北区津寺）

## 所在地
京都府向日市鶏冠井町山畑44

## 交通アクセス
- 阪急電鉄京都本線西向日駅から徒歩5分。